# 富蘭克林鎮區 (阿肯色州尤寧縣)
富蘭克林鎮區（英語：Franklin Township）是位於美國阿肯色州尤寧縣的一個行政鎮區。

## 地方資料
富蘭克林鎮區的面積為185.07平方千米，當中陸地面積為180.19平方千米，而水域面積為4.88平方千米。根據2010年美國人口普查的數據，當地共有人口2184人，而人口密度為每平方千米11.8人。